# Осана (насеље)
Осана (итал. Ossana) је насеље у Италији у округу Тренто, региону Трентино-Јужни Тирол.
Према процени из 2011. у насељу је живело 202 становника. Насеље се налази на надморској висини од 1004 м.

## Становништво
Према резултатима пописа становништва 2011. у општини је живело 844 становника.
| 1931. | 1936. | 1951. | 1961. | 1971. | 1981. | 1991. | 2001. | 2011. |
| ----- | ----- | ----- | ----- | ----- | ----- | ----- | ----- | ----- |
| 797   | 780   | 853   | 886   | 791   | 729   | 709   | 765   | 844   |